# Đại học Trung văn Hồng Kông
Đại học Trung văn Hồng Kông (tiếng Trung: 香港中文大學, tiếng Anh: The Chinese University of Hong Kong - CUHK) là trường đại học nghiên cứu công lập ở Sa Điền, Hồng Kông, chính thức thành lập vào năm 1963 bằng khế ước đại học do Hội lập pháp Hồng Kông trao. Trường là đại học lâu đời thứ hai của Hồng Kông, ban đầu là liên viện của ba học viện đang có, Học viện Sùng Cơ, Thư viện Tân Á và Thư viện liên hợp, viện lâu đời nhất thành lập vào năm 1949.
Đại học Trung văn Hồng Kông tổ chức thành chín viện, tám phân khoa và là trường đại học học viện duy nhất của Hồng Kông. Trường dùng tiếng Anh lẫn tiếng Trung Quốc, mặc dù môn ở hầu hết các học viện đều dạy bằng Anh ngữ. Bốn người đắc thưởng Nobel liên hệ với trường, là tổ chức đại học duy nhất của Hồng Kông có người đoạt giải Nobel, Giải Turing, Huy chương Fields và Giải Veblen làm giáo sư.

### Nguồn gốc

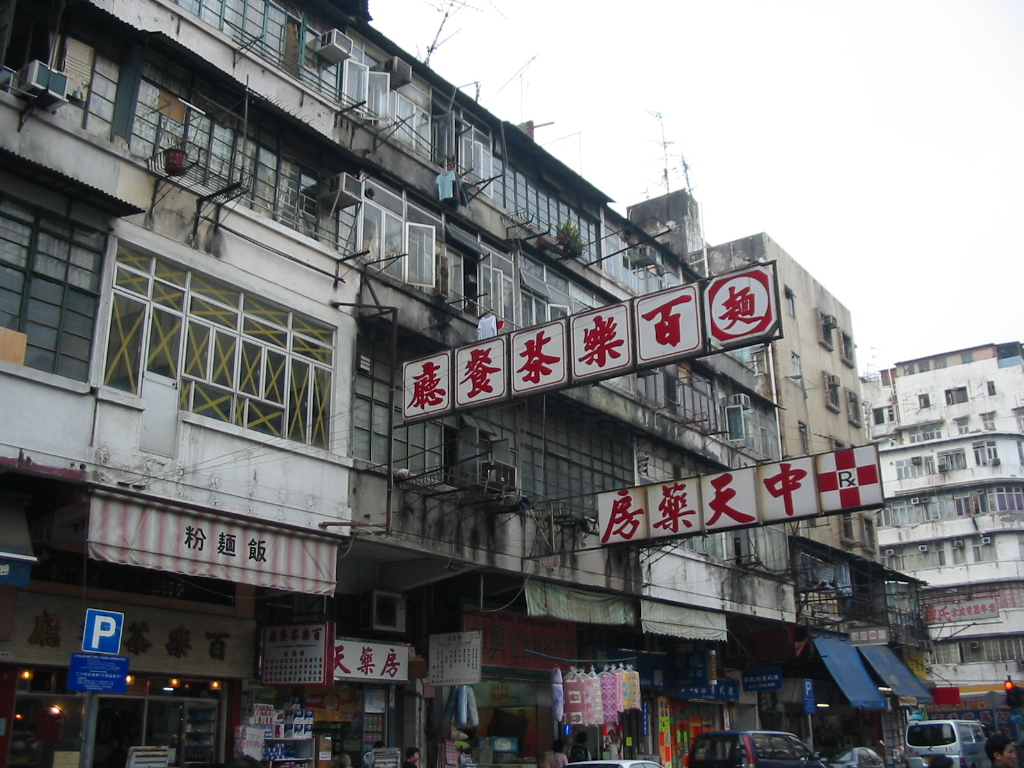
Cựu khuôn viên Học viện Tân Á ở Thâm Thủy Bộ

### Thành lập

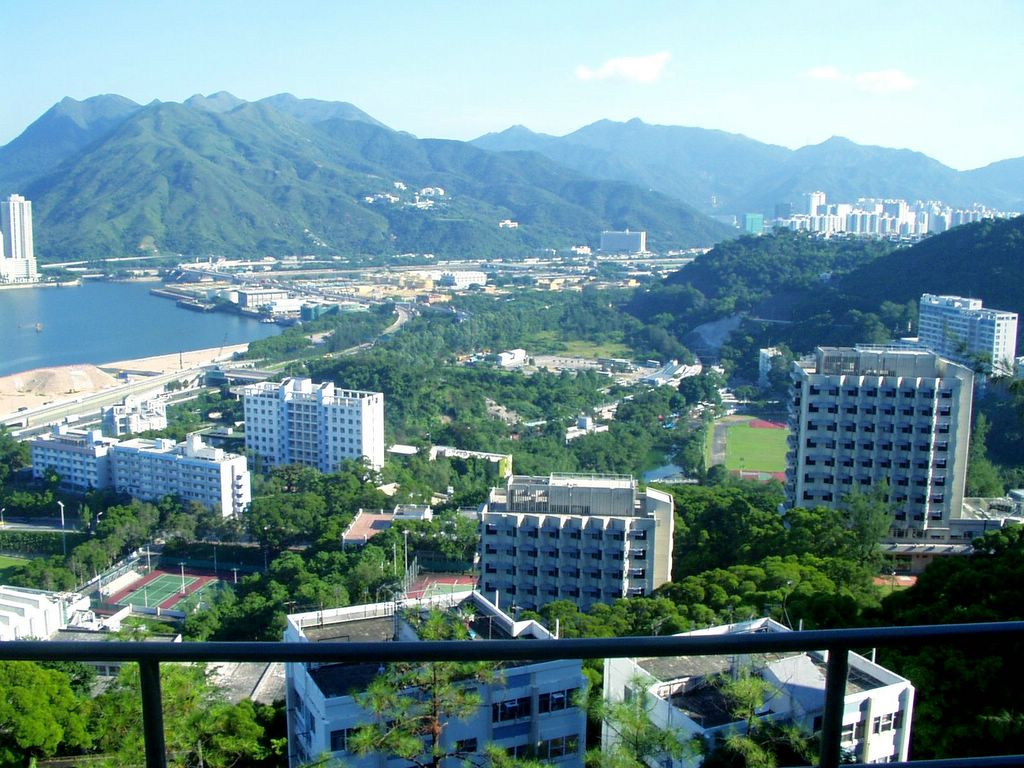
Khuôn viên ở Mã Liệu Thủy

### 1963—hiện tại

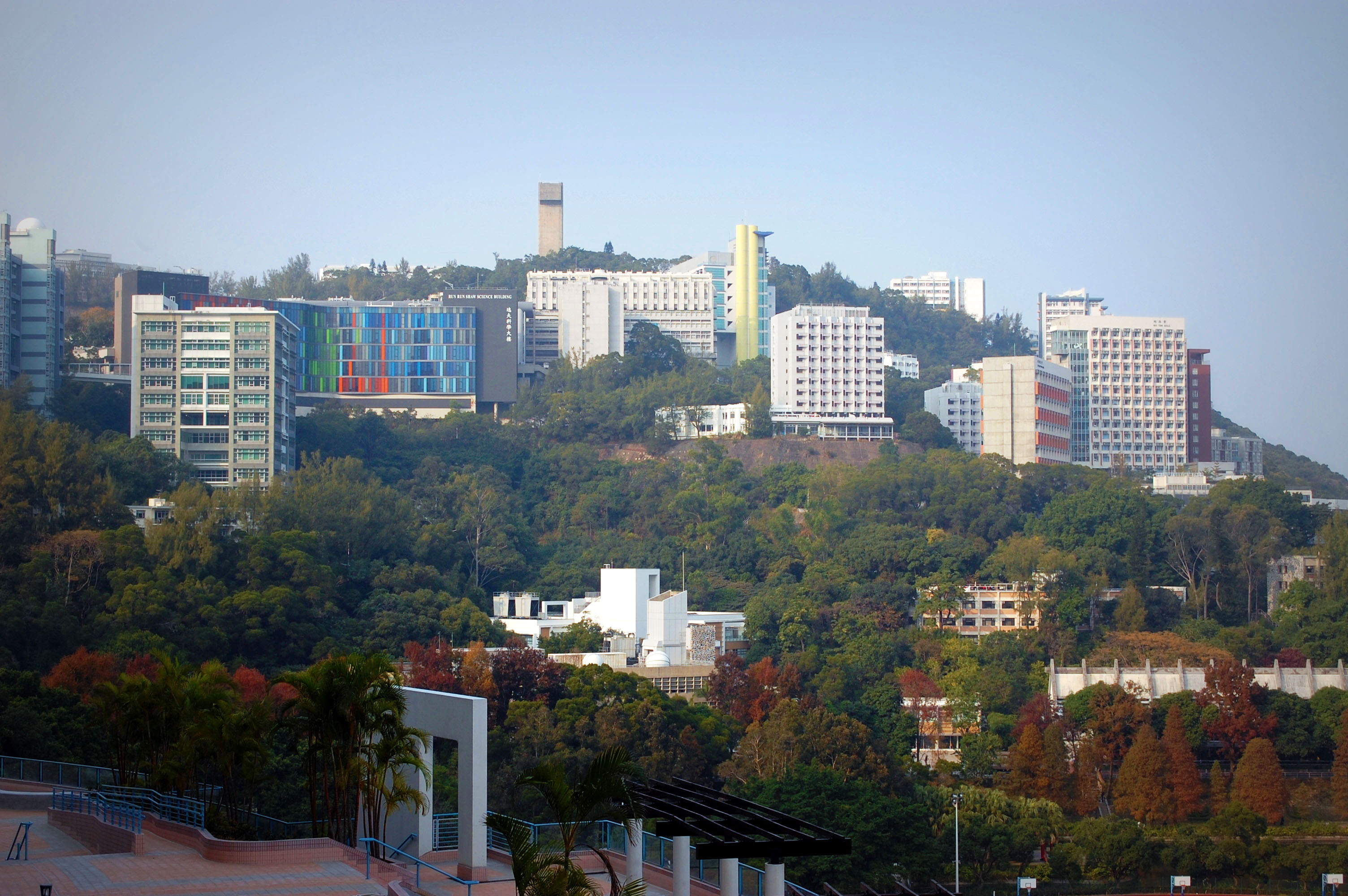
Thư viện Tân Á trên đỉnh nhìn từ Sùng Cơ

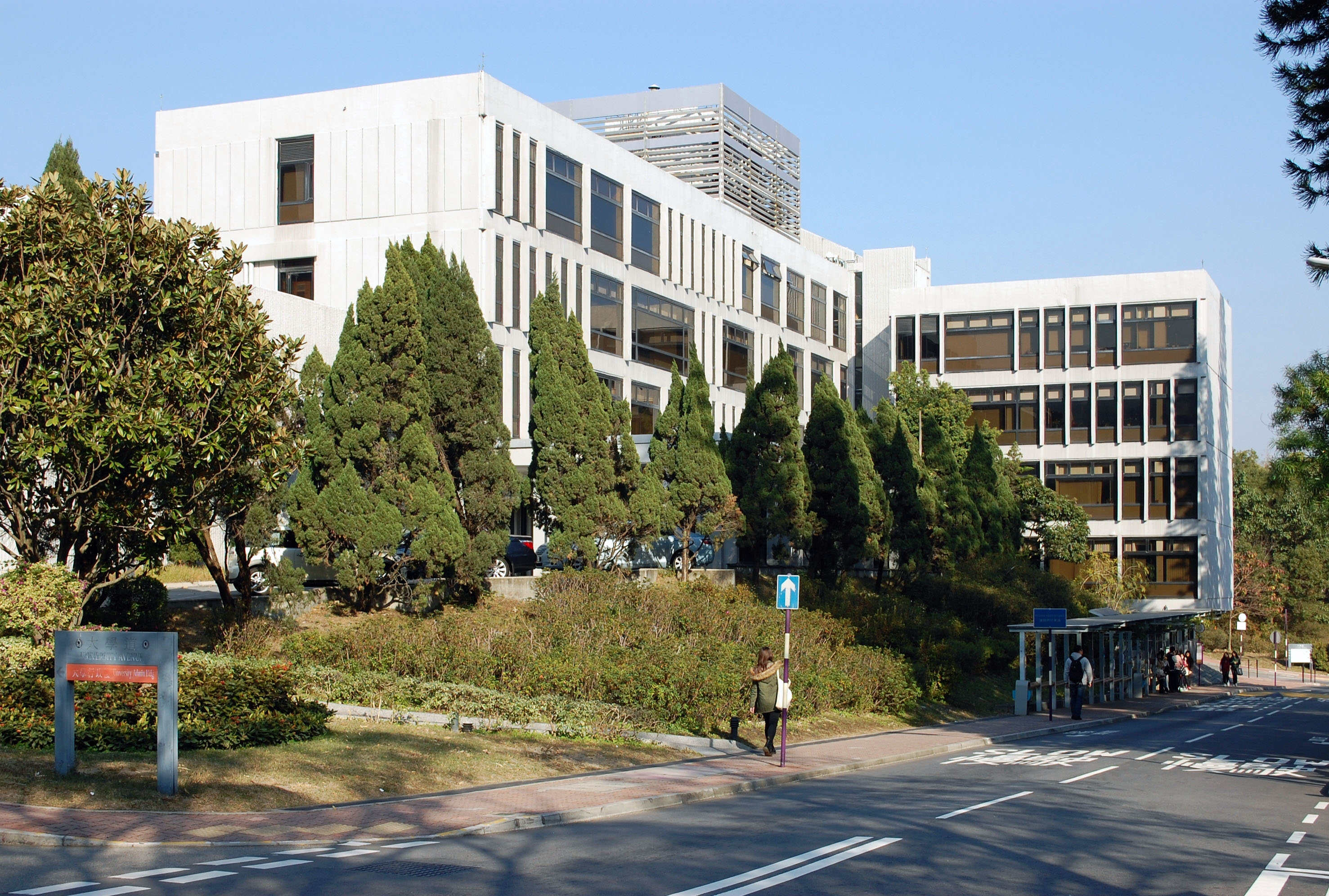
Tòa quản lý đại học

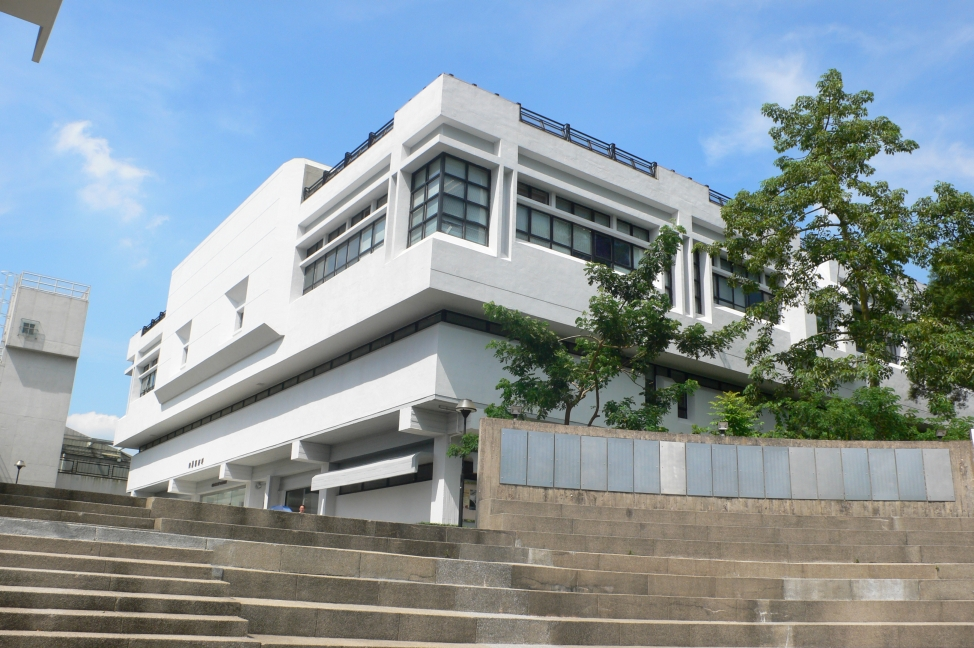
Thư viện Ch'ien Mu

#### Nữ thần dân chủ

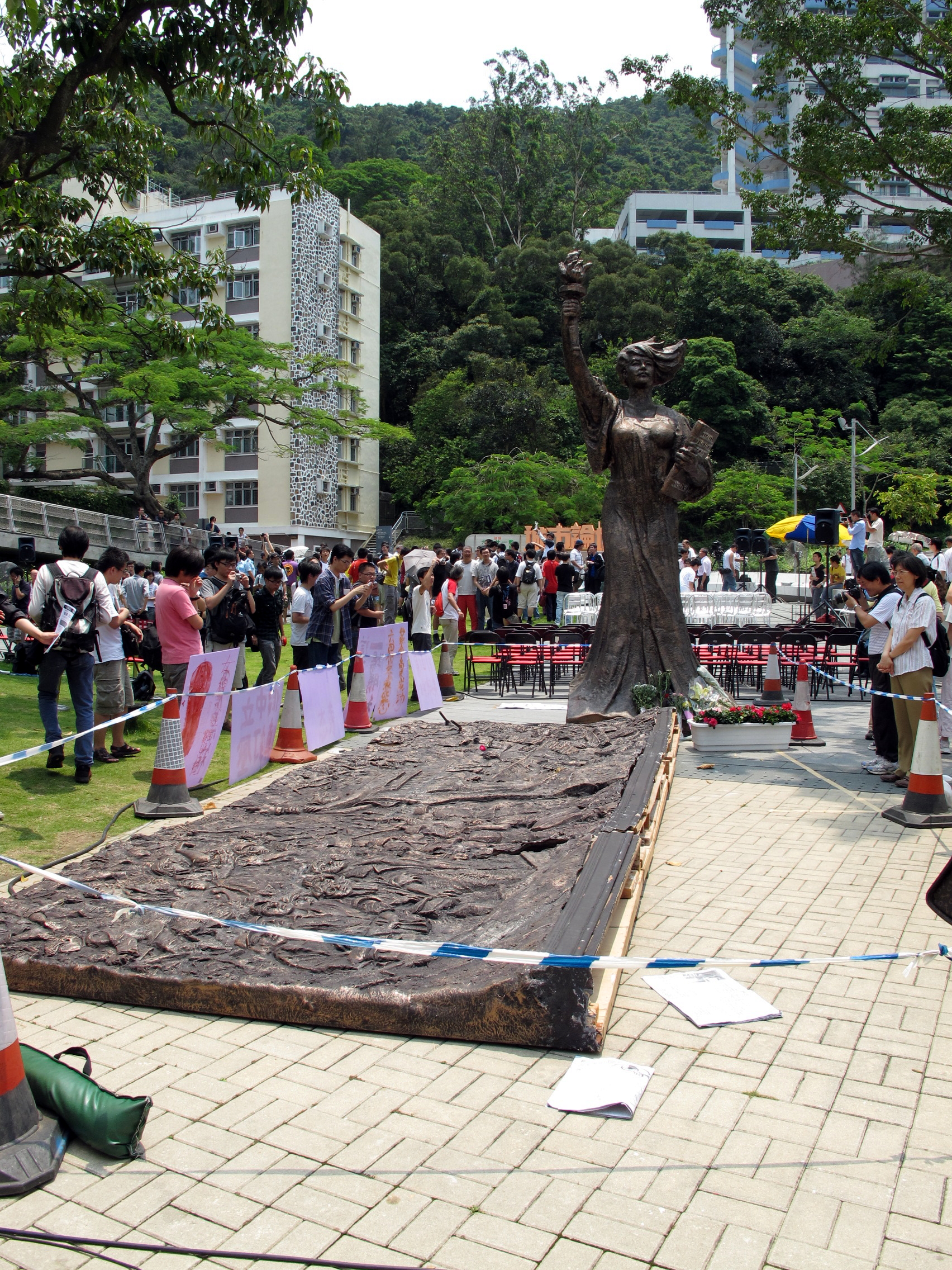
Nữ thần cùng phù điêu đi kèm

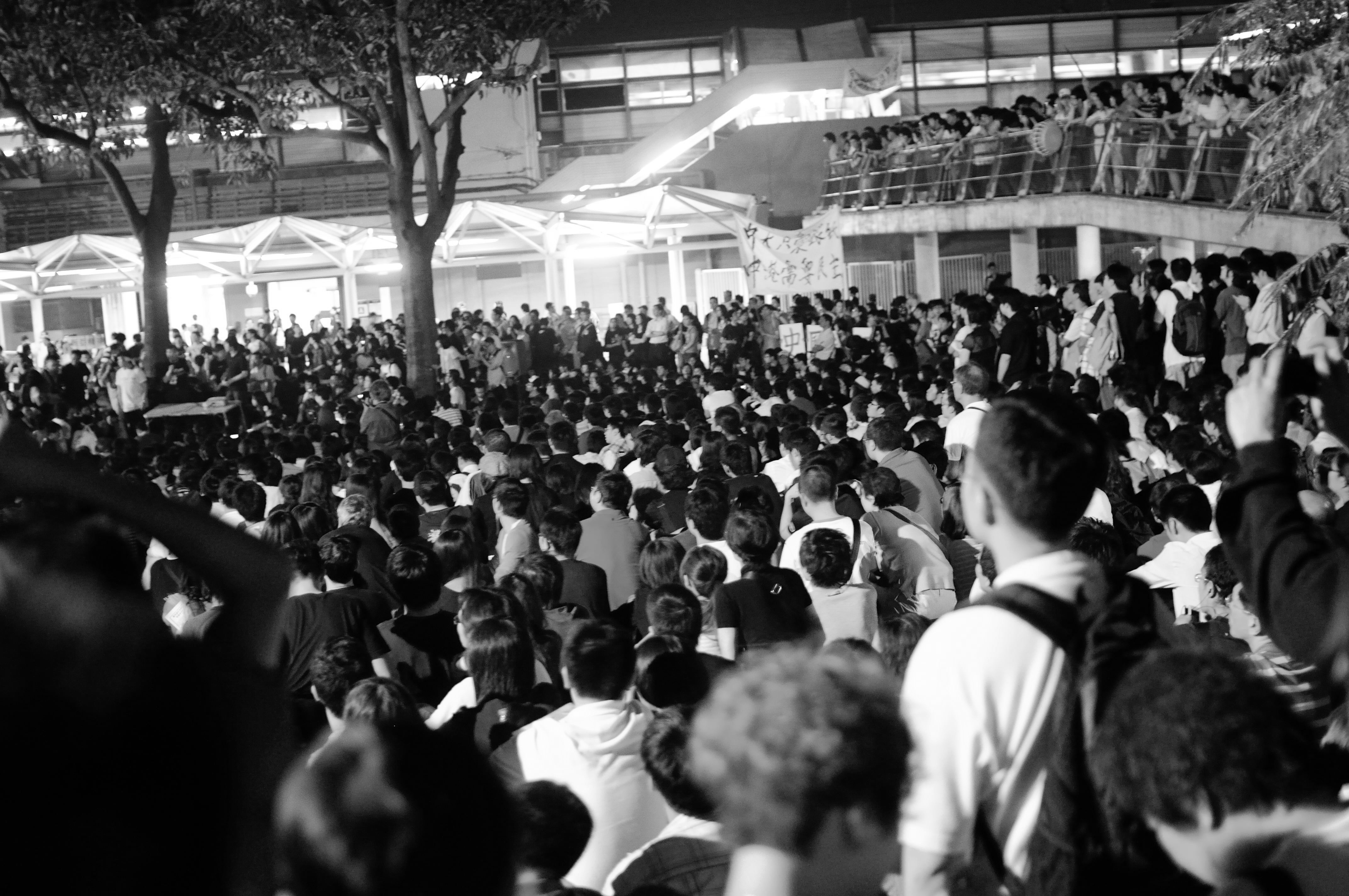
Sinh viên tham dự cuộc họp ngoài trời trên khuôn viên

#### Xung đột biểu tình 2019

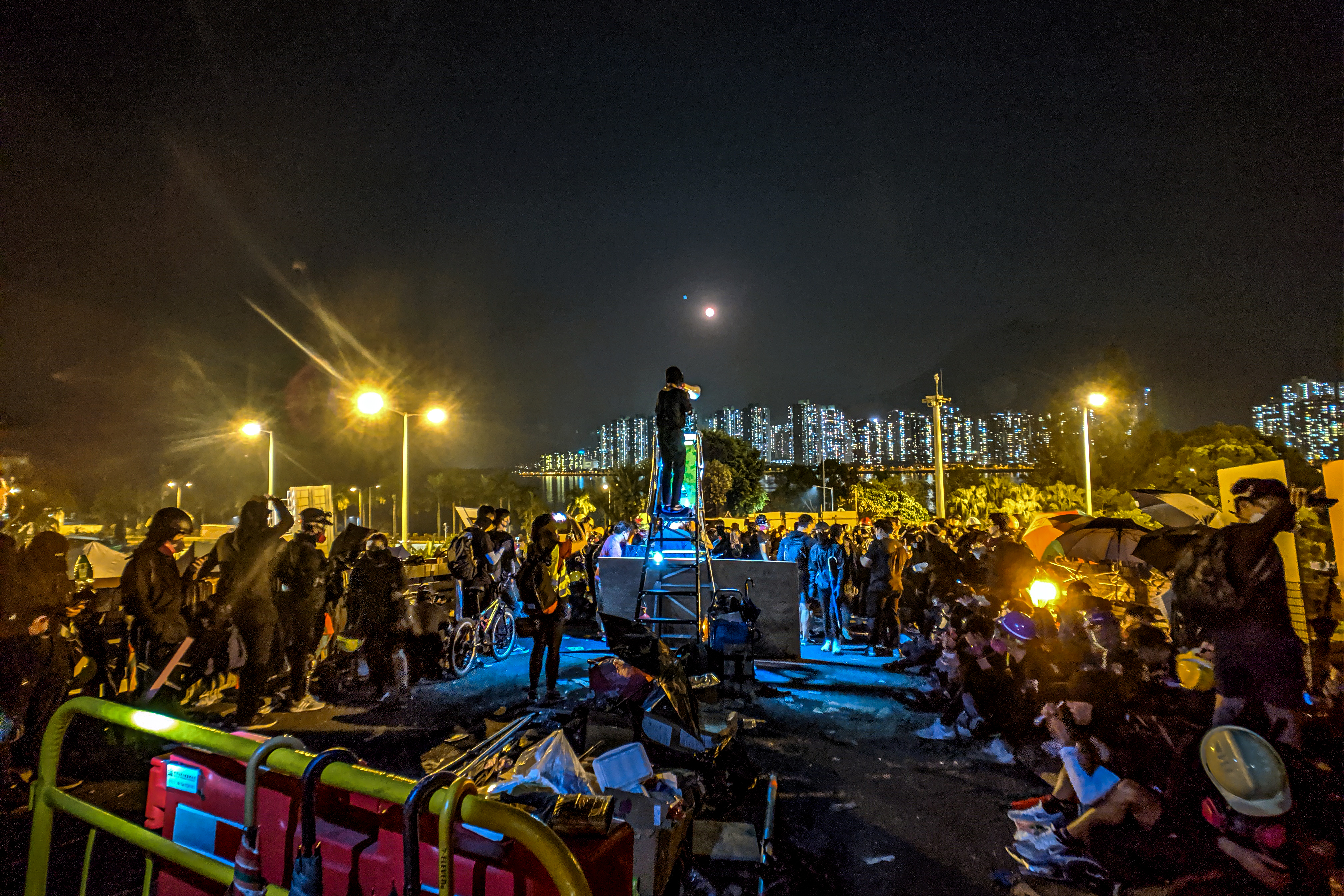
Người biểu tình đối đầu cảnh sát trên Cầu số 2 của Trung Đại ngày 13 tháng 11 năm 2019.

### Thư viện, viện bảo tàng

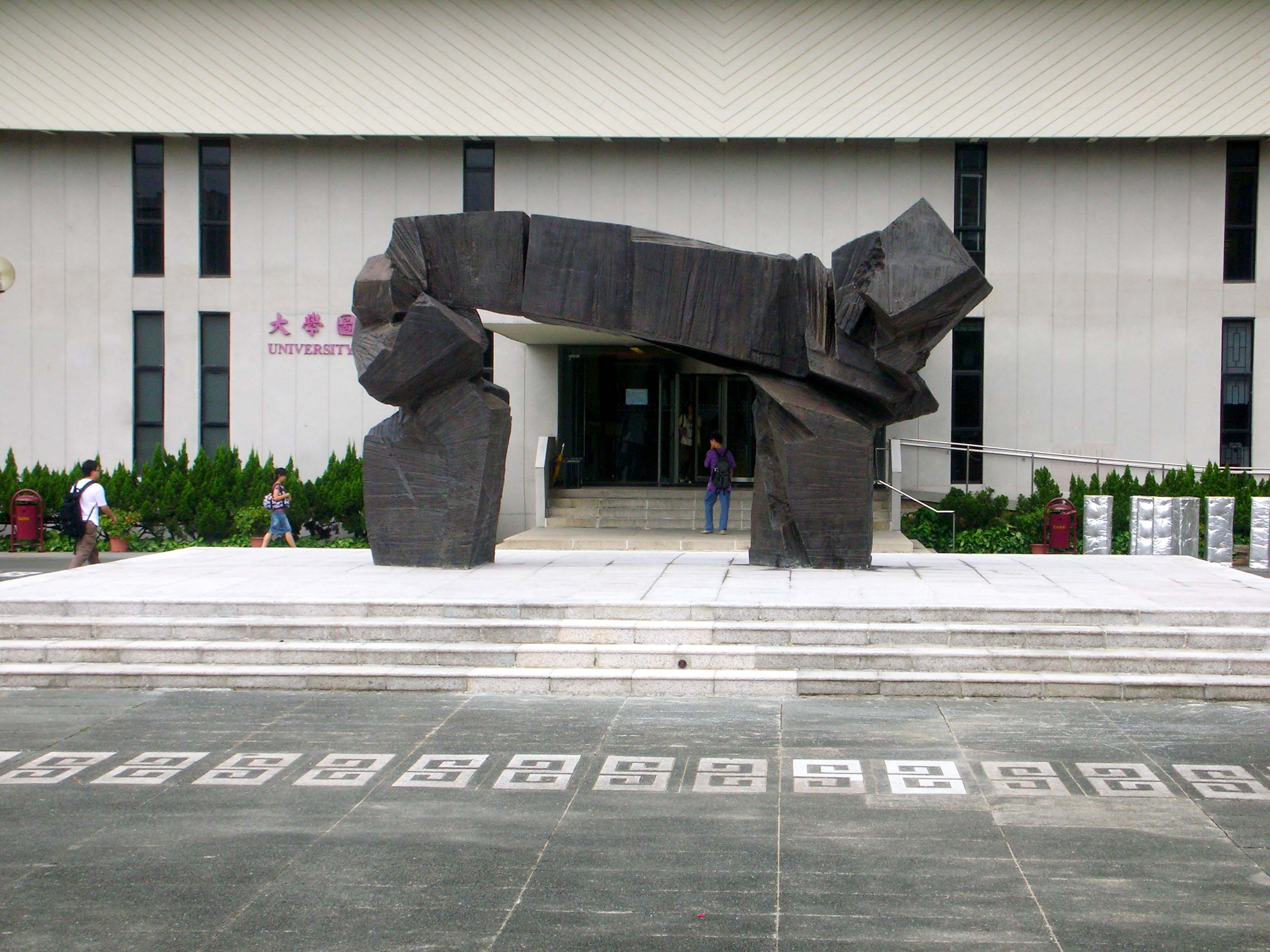
Cái nhìn trí tuệ, bức điêu khắc bằng đồng năm 1987 của Chu Minh, đứng ngoài Thư viện Đại học

### Hệ thống liên viện

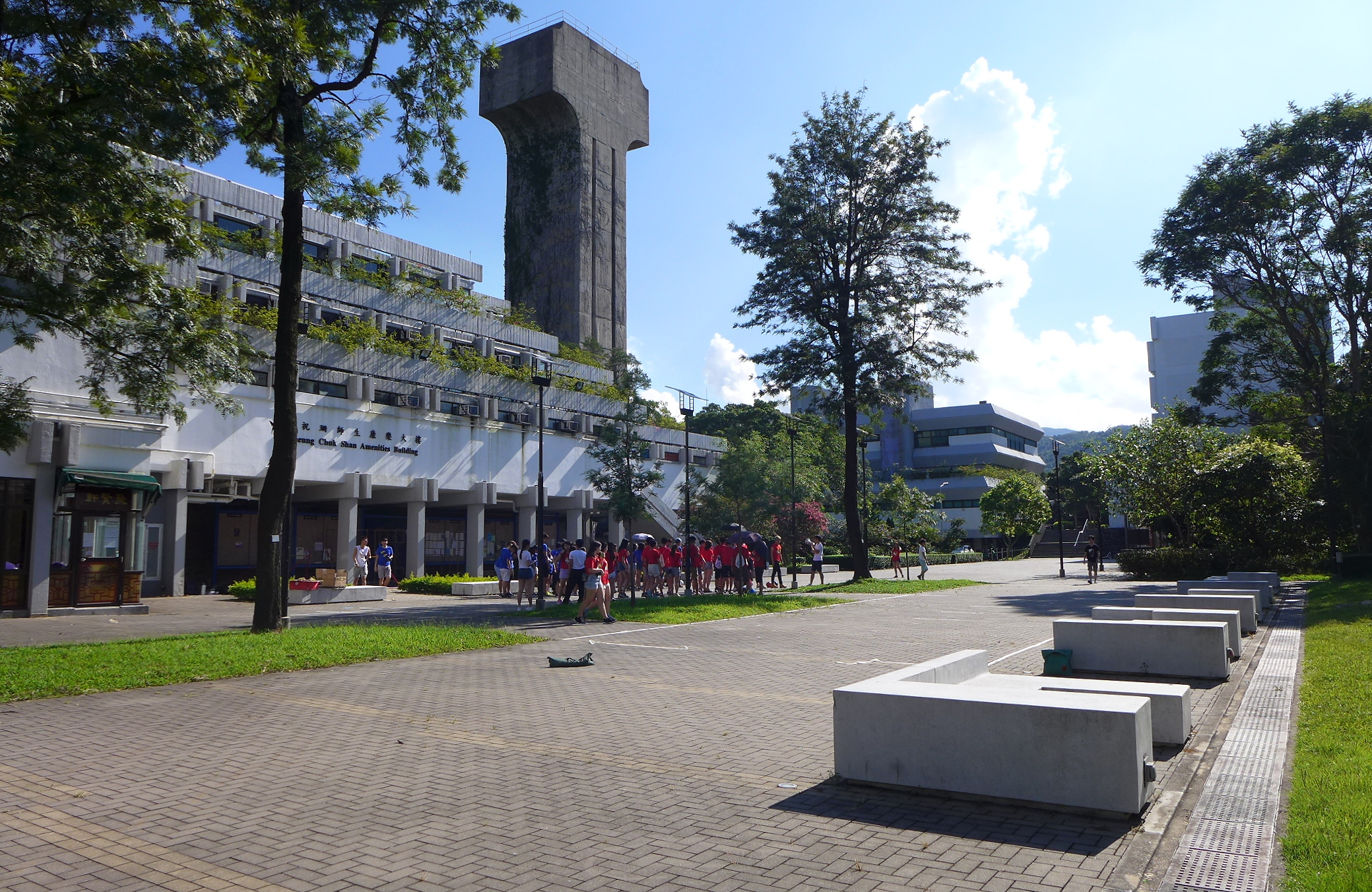
Thư viện Liên Hợp (trên) và trung tâm sinh viên Sùng Cơ (dưới).

### Đi lại

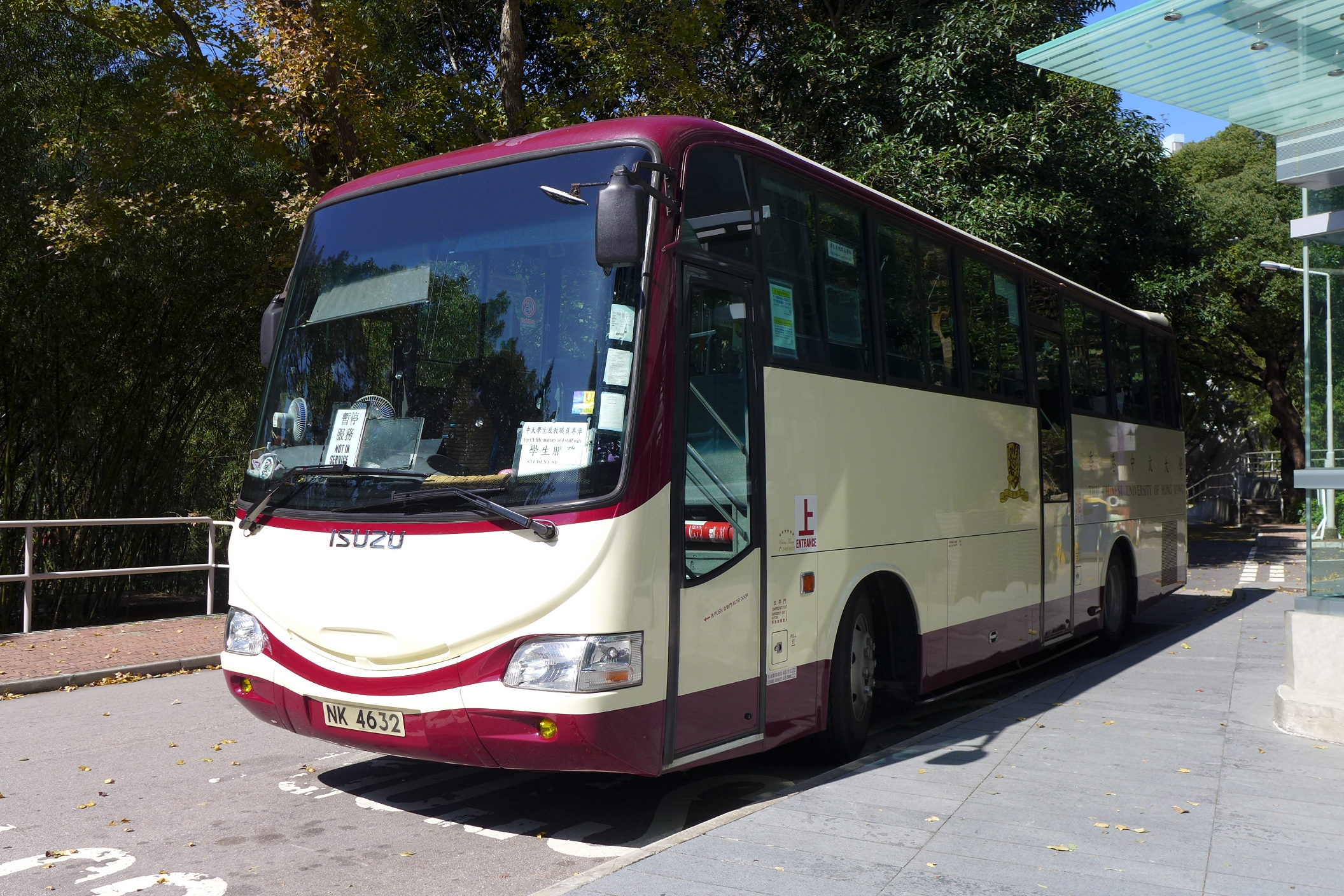
Xe buýt đưa đón

## Lịch sử